# Telepinu
Telepinus (ou Telepinu) foi um rei dos Hitita que sucedeu ao seu cunhado Huzziya I depois de um golpe de estado governo
durante um período de 25 anos do ano 1525 a 1500 a.C.